# Industrie- und Handelskammer zu Köln

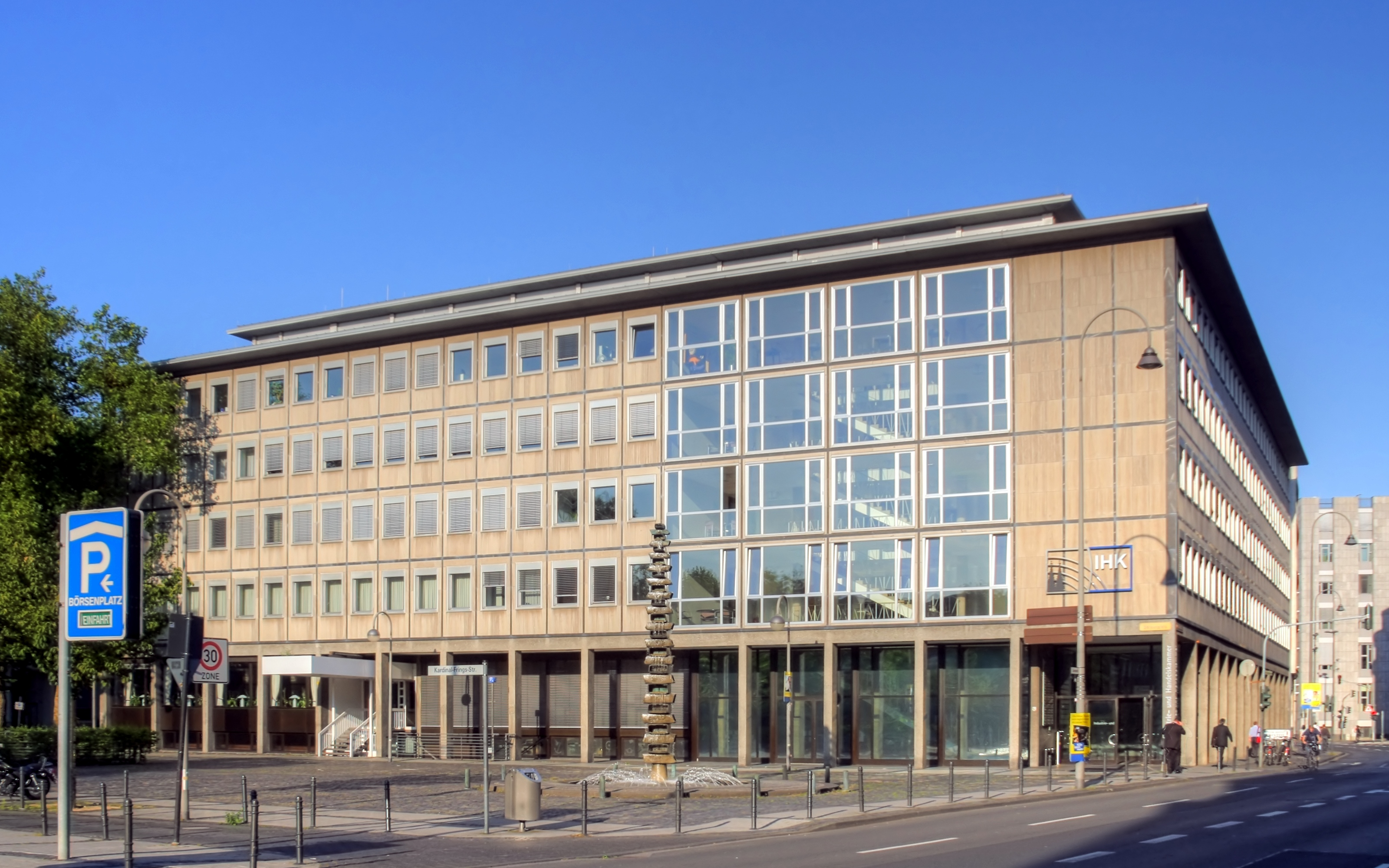
Hauptsitz der IHK Köln in Köln, Unter Sachsenhausen 10–26 (2009)

Die Industrie- und Handelskammer zu Köln (IHK Köln) ist eine Körperschaft des öffentlichen Rechts und hat die gesetzliche Aufgabe, das Gesamtinteresse der rund 145.000 zugehörigen Gewerbetreibenden und Unternehmen in den kreisfreien Städten Köln und Leverkusen sowie dem Oberbergischen Kreis, dem Rhein-Erft-Kreis und dem Rheinisch-Bergischen Kreis wahrzunehmen.

## Sitz
Die IHK Köln hat ihren Hauptsitz in Köln an Unter Sachsenhausen 10–26 und betreibt Geschäftsstellen in Bergheim, Gummersbach und Leverkusen.

## Organisation

### Vollversammlung
Zu den Hauptaufgaben der Vollversammlung gehören die Festlegung des Wirtschaftsplans und der wirtschaftspolitischen Richtlinien der IHK, die Bildung von Ausschüssen und örtlichen Wirtschaftsgremien sowie die Entscheidung über Änderungen in der IHK-Satzung.
Die Vollversammlung ist das höchste Gremium der IHK Köln – durch das demokratisch legitimierte Votum der Vollversammlung gewinnen die Positionen und Forderungen auf kommunaler, regionaler sowie Landes- und Bundesebene einen besonderen Wert. Das Gremium repräsentiert einen Querschnitt aller Branchen und Geschäftszweige der Wirtschaft im Bezirk der IHK Köln. Es wählt aus den eigenen Reihen das Präsidium.
Im Herbst 2019 wurde die Vollversammlung mit 92 Mitgliedern von den zu diesem Zeitpunkt rund 150.000 stimmberechtigten Unternehmensvertretern gewählt. Die Wahlbeteiligung der Wahlgruppen lag im Durchschnitt bei 8,22 Prozent.

### Präsidium
Die IHK wird gemeinsam durch die Präsidentin Nicole Grünewald und den Hauptgeschäftsführer oder die Hauptgeschäftsführerin vertreten. Das Präsidium besteht aus der Präsidentin und den neun Vizepräsidenten Anton Bausinger, Hendrik Pilatzki, Sven Gebhard, Tina Gerfer, Christian Remmert, Mike Gahn, Sibylle Stürmer, Johannes Schilling und Bernhard Graner-Sommer.

### Hauptgeschäftsführer
Am 8. März 2021 wurde der Leiter der IHK Darmstadt Uwe Vetterlein von der Vollversammlung gewählt. Seit dem 1. September 2021 ist er offiziell als Hauptgeschäftsführer im Amt. Im Dezember 2023 wurde sein Vertrag vom Präsidium um zweieinhalb Jahre bis 2028 verlängert. Von März 2012 bis zum 26. Mai 2020 war Ulf C. Reichardt Hauptgeschäftsführer. Herbert Ferger leitete die IHK Köln als Hauptgeschäftsführer vom 1. März 2000 bis zum 29. Februar 2012.

## Geschäftsfelder
Die IHK Köln gliedert ihre Aufgaben in drei Geschäftsfelder: „Wirtschaft und Politik“, „Beratung und Service“ sowie „Aus- und Weiterbildung“.

### Aus- und Weiterbildung

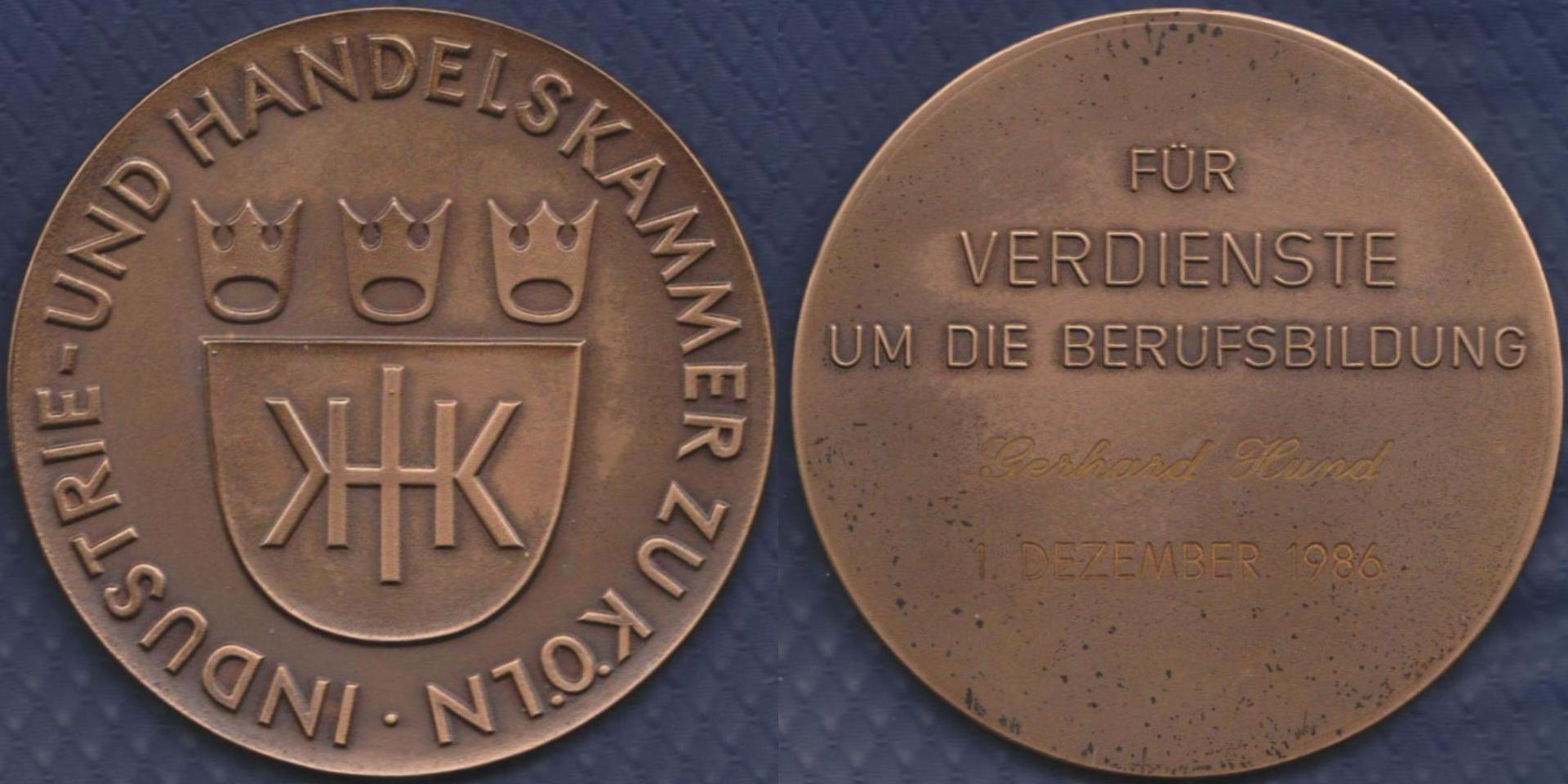
Medaille der IHK zu Köln (1986) für Verdienste um die Berufsbildung, verliehen an Gerhard Hund

Im Bereich Aus- und Weiterbildung sind die Themen Prüfungswesen und Bildungsrecht, Ausbildung, Weiterbildung sowie die Fachkräftesicherung gebündelt.

### Wirtschaft und Politik
Themen des Geschäftsbereichs „Wirtschaft und Politik“ sind Wirtschaftspolitik, Stadt und Raum sowie Energie, Nachhaltigkeit und Transformation.

### Beratung und Service
Im Geschäftsbereich Beratung und Service sind Unternehmensservices, der Bereich International sowie gewerberechtliche Themen zusammengefasst.

### Gremien
Zur Vorbereitung der politischen Positionen der Vollversammlung und um einen Interessenausgleich verschiedener Mitgliedsgruppen zu ermöglichen, gibt es verschiedene Gremien in der IHK Köln. Das sind die politischen Ausschüsse Digitales & Innovation, Stadt- & Regionalentwicklung, Internationales, Mobilität, Rechts- & Steuerpolitik, Umwelt & Energie sowie Wirtschaftspolitik. Als Fachausschüsse tagen der Berufsbildungsausschuss und der Sachverständigenausschuss. Dazu existieren diverse Branchengremien, Arbeitskreise und in der Region die Beratenden Versammlungen und Wirtschaftsgremien.

## Geschäftsstellen
Zur Betreuung der Unternehmen und Betriebe vor Ort ist die IHK Köln mit drei Geschäftsstellen in Gummersbach (für den Oberbergischen Kreis), in Leverkusen (für die kreisfreie Stadt Leverkusen und den Rheinisch-Bergischen Kreis) sowie in Bergheim (für den Rhein-Erft-Kreis) präsent.

## Geschäftszahlen 2022
Die IHK Köln verfügt über Betriebserträge von 44,3 Millionen Euro, die überwiegend durch Mitgliedsbeiträge entstehen. Der Grundbeitrag liegt zwischen 40 Euro und 2400 Euro pro Unternehmen. Unternehmen, die nicht im Handelsregister eingetragen sind und weniger als 5200 Euro Gewinn pro Jahr erzielen, sind vom Beitrag befreit. Im Übrigen wird für die Mitgliedsunternehmen eine Umlage von 0,18 Prozent des Gewerbeertrages erhoben.

## Gesetzliche Mitgliedschaft
In Deutschland sind alle Unternehmen – ausgenommen Handwerksbetriebe, Freie Berufe und landwirtschaftliche Betriebe – gesetzlich zu einer standortabhängigen Mitgliedschaft in der IHK verpflichtet. Die gesetzlichen Rahmenbedingungen werden vom Bundesgesetz, den ergänzenden Landesgesetzen sowie der jeweiligen IHK-Satzungen vorgegeben.
Das Bundesverfassungsgericht bestätigte im Beschluss vom 7. Dezember 2001 die Zulässigkeit der Pflichtmitgliedschaft in Industrie- und Handelskammern. Die Vereinigungsfreiheit des Art. 9 Abs. 1 GG schütze nicht vor einer gesetzlich angeordneten Eingliederung in eine öffentlich-rechtliche Körperschaft. Aus verfassungsrechtlicher Sicht sei nicht zu beanstanden, dass der Gesetzgeber weiterhin von der Erfüllung öffentlicher Aufgaben durch die Industrie- und Handelskammern ausgeht.

## Geschichte

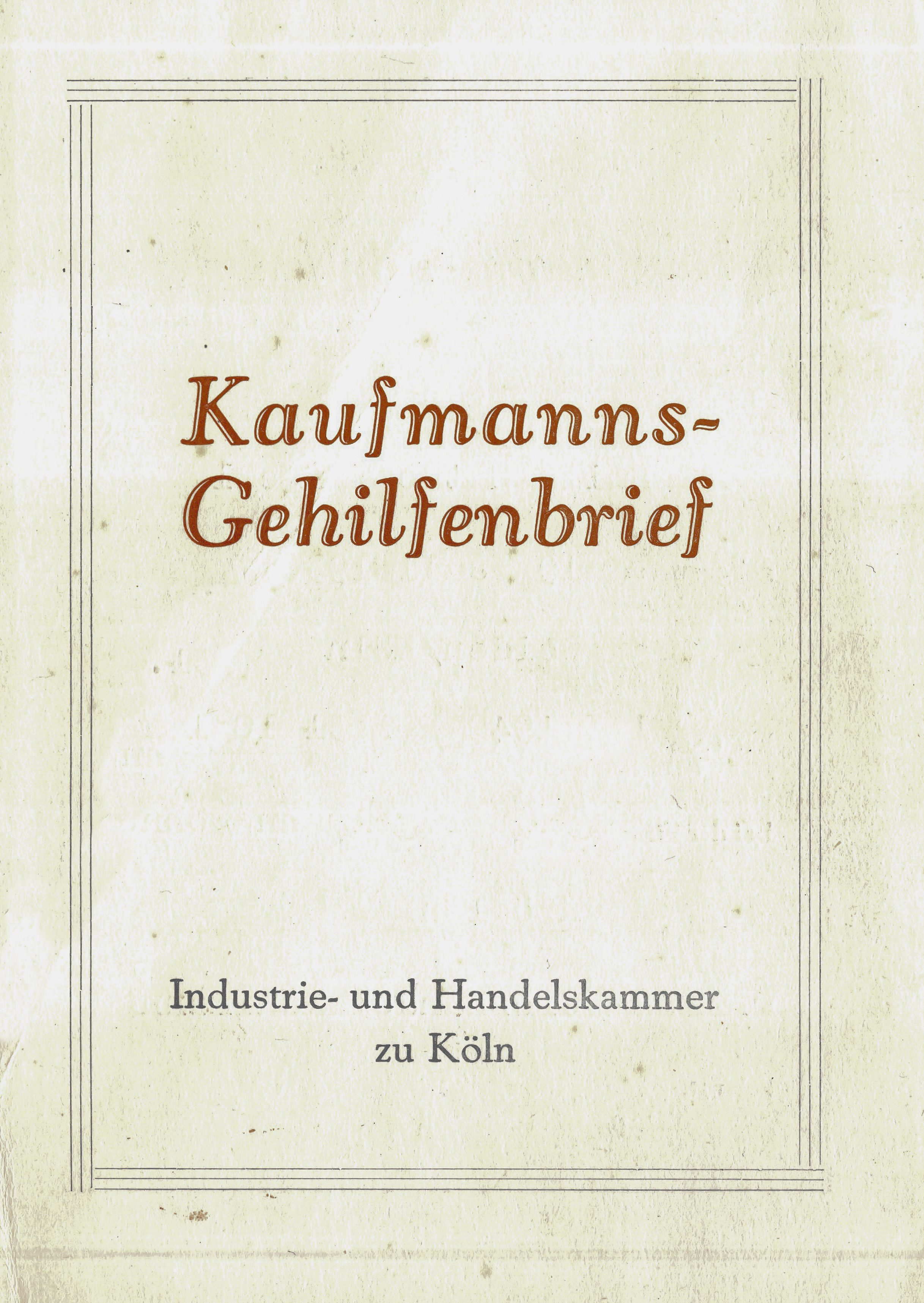
Kaufmanns-Gehilfenbrief der IHK Köln aus dem Jahr 1951

Die Geschichte der IHK Köln begann mit der Gründung des sogenannten Handelsvorstands am 8. November 1797 in Köln. 1794 hatte die Geschichte der Stadt Köln als freie Reichsstadt mit dem Einzug der französischen Truppen geendet; ab 1801 gehörten die Stadt und das gesamte Rheinland zur französischen Republik. In Frankreich wurden nach einer Anordnung von Napoleon I. im Jahr 1802 die ersten Handelskammern errichtet – die Chambre de Commerce in Köln war 1803 die erste Kammer, die auf späterem preußischem beziehungsweise deutschem Gebiet errichtet wurde und in die der Handelsvorstand aufging. Die IHK Köln ist somit die älteste kontinuierlich bestehende deutsche Handelskammer.
Der Bezirk der Handelskammer wurde 1891 um den Landkreis Köln erweitert. Im Zuge der Eingemeindung der Stadt Mülheim am Rhein wurde am 1. April 1914 die Handelskammer Mülheim am Rhein aufgelöst und fusionierte am 27. Mai 1914 mit der IHK Köln. Mit den Gebieten im links- und rechtsrheinischen Teil von Köln war die IHK Bonn von 1934 bis 1945 Bestandteil der IHK Köln – 1943 wurde der heutige Oberbergische Kreis aufgenommen und 1977 kam Leverkusen hinzu. Aufgrund der kontinuierlichen Ausweitung der Organisation der IHK Köln unterstützten immer mehr Unternehmen die Arbeit – die bedeutendsten Unternehmer wurden zu Präsidenten ernannt. Allmählich genügte ausschließlich ehrenamtliches Engagement der Unternehmer nicht mehr. 1862 wurde Hermann Weibezahn zum ersten hauptamtlichen Syndikus, heute Hauptgeschäftsführer, ernannt.
Nach der Machtergreifung der Nationalsozialisten wurde die IHK Köln 1933 gleichgeschaltet und Präsident sowie der Hauptgeschäftsführer ausgetauscht. Die Selbstverwaltung der Wirtschaft wurde abgeschafft und das Führerprinzip eingeführt: Der Präsident wurde ernannt und ernannte seinerseits die Kammermitglieder. 1943 erfolgte eine reichsweite Auflösung der Industrie- und Handelskammern; sie wurden durch die Gauwirtschaftskammern (hier die Gauwirtschaftskammer Köln-Aachen) ersetzt. Nach dem Zweiten Weltkrieg nahm die IHK Köln die Tätigkeit am 25. Mai 1945 wieder auf; die Mitgliederversammlung tagte ab dem 5. Mai 1947 wieder. Die IHK Köln saß seit 1932 an der Anschrift Unter Sachsenhausen 4, das Gebäude ging im Juni 1943 im Bombenhagel unter. Ein neues Gebäude, entworfen vom Architekten Karl Hell, wurde an Unter Sachsenhausen 10-26 errichtet und am 4. Februar 1952 feierlich eingeweiht, da an dem bisherigen Standort die Nord-Süd-Fahrt geplant wurde. Die Aufgaben der IHK Köln erweiterten sich zunehmend. Mit dem IHK-Gesetz von 1956 fanden die IHKs endgültig ihre rechtliche Grundlage. Nach der Wiedervereinigung half die IHK Köln mit, IHKs in den neuen Ländern aufzubauen.
2019 fasste die Vollversammlung den Beschluss zum Erwerb und Bezug eines Lofthauses an der Schanzenstraße im Kölner Stadtteil Mülheim für einen Betrag von rund 39 Millionen Euro, da die Sanierung des alten Hauptsitzes Unter Sachsenhausen mit rund 57 Millionen Euro teurer ausfallen würde. Der Kammerumzug war für 2022 geplant. 2021 hat die Vollversammlung der IHK Köln beschlossen, sich wieder von dem Lofthaus zu trennen. Ein Anforderungsprofil und darauf aufbauend ein Raum- und Nutzungskonzept für ein zukünftiges Gebäude der IHK Köln wurde erstellt.
Die Vollversammlung der IHK Köln hat im Dezember 2022 einen Grundsatzbeschluss zur Modernisierung und Weiterentwicklung des Bestandsgebäudes getroffen. Für den Zeitraum der Baumaßnahme wird die IHK Köln in ein Ausweichquartier umziehen. Die Planung für die Weiterentwicklung des Gebäudes ist beauftragt. Die vorbereitenden Maßnahmen für die Baumaßnahme sollen noch 2024 beginnen. Die Gesamtfertigung ist für 2028 geplant.

## Persönlichkeiten

### Präsidenten
- Karl Josef von Mylius (1815–1819)
- Ludolf Camphausen (1838–1848)
- Gustav von Mevissen (1856–1860)
- Wilhelm Arnold Nierstas (1860–1865)
- Wolter Josef Bürgers (1865–1875)
- Wilhelm Leyendecker (1880–1890)
- Gustav Michels (1891–)
- Josef Neven DuMont (1909–1915)
- Louis Hagen (1915–1932)
- Paul Silverberg (1932–1933) (nach dem Krieg Ehrenpräsident)
- Kurt Freiherr von Schröder (1933–1942) (danach Präsident der Gauwirtschaftskammer)
- Robert Pferdmenges (1945–1946)[30]
- Peter Joseph Bauwens (1946–1947)[30]
- Franz Greiß (1947–1957)[30]
- Eugen Gottlieb von Langen (1958–1965)[30]
- Otto Wolff von Amerongen (1966–1989)[30]
- Alfred Neven DuMont (1990–1998)[30]
- Alfred Freiherr von Oppenheim (1998–2005)[30]
- Paul Bauwens-Adenauer (2005–2015)[30]
- Werner Görg (2015–2020)[30]
- Nicole Grünewald (2020–)[30]